# NAKA雅MURA
NAKA雅MURA（なかむらまさる、1968年 - ）は、日本の映画脚本家。石川県金沢市生まれ。 父は洋画家の中村秀雄、母は日本洋舞連合会長の中村祐子、兄に音楽家の金澤攝がいる。

## 人物・来歴
石川県立金沢桜丘高等学校卒業。日本映画学校編集科を中退後、1994年に『妖闘地帯KIRIKO』で脚本家としてデビュー。
三池崇史監督と個人的に親しいため、タッグを組むことが多い。

## 主な作品
- 岸和田少年愚連隊 血煙り純情篇（1997年）
- たどんとちくわ（1998年）
- 中国の鳥人（1998年）
- アンドロメディア（1998年）
- 大怪獣東京に現わる（1998年）
- DOA2 逃亡者（2000年）
- 岸和田少年愚連隊 カオルちゃん最強伝説 Episode1（2001年）
- 今昔伝奇 花神 Flowers（2001年）
- 今昔伝奇 剣地獄 CHANG・BALLA（2001）
- 今昔伝奇 座敷童百物語 100Tales（2001）
- ドラゴンヘッド（2003年）
- ウルトラマンマックス（2005年）
- 46億年の恋（2006年）
- どろろ（2007年）
- スキヤキ・ウエスタン ジャンゴ（2007年）
- 神様のパズル（2008年）
- QP（2011年）
- 彼岸島（2013年）
- アイドル×戦士 ミラクルちゅーんず!（2017年）中村雅名義
- トミカハイパーレスキュー ドライブヘッド 機動救急警察（2017年）中村雅名義
- 魔法×戦士 マジマジョピュアーズ!（2018年）中村雅名義
- 初恋（2020年）中村雅名義